# Petit Belt

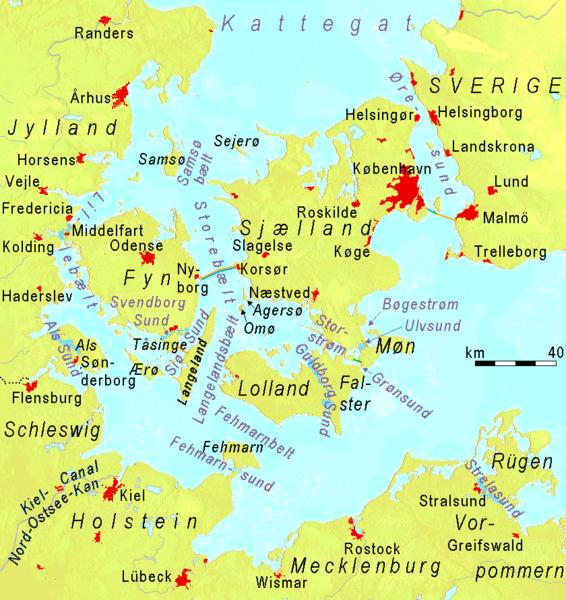
Mapa que mostra els estrets de Dinamarca

El Petit Belt (Lillebælt en danès) és un estret de Dinamarca situat entre la península de Jutlàndia i l'illa de Fiònia.
És un dels principals estrets danesos, s'estén seguint un eix de nord-oest vers sud-est tot unint el Kattegat amb la mar Bàltica. Té una longitud d'uns 50 km i una amplada que varia entre els 800 metres i els 28 quilòmetres. La seva profunditat és aproximadament d'uns 75 metres.
El Petit Belt és travessat per dos ponts, l'antic que data del 1935 i el nou que és del 1970.

## Història
El 30 de gener del 1658 el rei Carles X Gustau de Suècia, que venia de Polònia amb un exèrcit de 9.000 soldats de cavalleria i 3000 d'infanteria, va creuar el Petit Belt a peu, que en aquell moment era congelat. En arribar a Fiònia va saquejar Odense i va començar a creuar el Gran Belt, un cop arribat a l'illa de Sjælland l'11 de febrer estigué en condicions d'amenaçar directament Copenhaguen. Agafat per sorpresa, el rei de Dinamarca i Noruega Frederic III es va veure obligat a signar el Tractat de Roskilde, pel qual les antigues províncies (llavors) daneses d'Escània, Halland i Blekinge a més de la llavors província noruega de Bohuslän passaven a mans de Suècia.

## Illes
al llarg de l'estret del Petit Belt hi un gran nombre d'illes i illots, a continuació s'enumeren les més importants de nord a sud:
- Fænø
- Brandsø
- Bågø
- Årø
- Torø
- Helnæs
- Barsø
- Als (la més gran)
- Lyø
- Ærø (la segona més gran)